# Matanza de Maguindánao
La matanza de Maguindánao fue una matanza ocurrida en Maguindánao, RAMM, Filipinas el 23 de noviembre de 2009 con 64 víctimas. Como las tumbas masivas fueron halladas en el pueblo de Ampatuán, se conoce también como la matanza de Ampatuán.
Mientras las 58 víctimas estaban en camino a presentar un certificado de candidatura para Esmael Mangudadatu (de:) · (en:) · (nl:) · (tl:) -tagalo-·, vicealcalde de la ciudad de Buluán. Antes de que el convoy llegara a su destino, unas cien personas armadas lo detuvieron, los secuestraron y mataron a la mayoría de ellos. 
Mangudadatu desafió al alcalde de Datu Unsay, Andal Uy Ampatuan, hijo del gobernador en ejercicio de Maguindanao Andal Ampatuan y miembro de uno de los principales clanes políticos musulmanes de Mindanao, en la próxima elección a gobernador de Maguindanao, que formaba parte de las elecciones nacionales para el 2010. 
Entre las personas asesinadas estaban la esposa de Mangudadatu, sus dos hermanas, periodistas (34 de los 37), abogados, asistentes y automovilistas que fueron testigos o fueron identificados erróneamente como parte del convoy.
El 24 de noviembre, la presidenta de Filipinas, Gloria Macapagal-Arroyo, declaró el estado de emergencia en Maguindánao, Sultán Kudarat y Cotabato.